# روتون
الروتون هو حالة مستثارة من السائل الفائق ل الهليوم-4.
إن رسم مخطط لقيم الطاقة في مقابل العزم يظهر ازديادا خطيا ويمر من مبدأ الإحداثيات ليصل إلى نهاية عظمى ثم نهاية صغرى مع ازدياد قيم العزم.
لذا تميز حالات الاستثارة المترافقة بعزوم قريبة من القيمة العظمى فتدعى ماكسون(حالة كمومية).

## اقرأ أيضاً
- ميوعة فائقة
- هيليوم